# Fábio de Jesus
Fabinho, właśc. Fábio de Jesus (ur. 16 października 1976 w Nova Iguaçu) – brazylijski piłkarz, występujący na pozycji defensywnego pomocnika.
Fabinho rozpoczął piłkarską karierę w Bonsucesso Rio de Janeiro w  1993 roku. W 1998 roku przeszedł do Ponte Preta Campinas, z którego wyjechał do japońskiego klubu Gamba Osaka. Po rocznym pobycie w Japonii powrócił do ojczyzny do CR Flamengo. Po roku powrócił jednak do Japonii, tym razem do Shimizu S-Pulse.
Po kolejnym powrocie do ojczyzny Fabinho występował przez kilkanaście miesięcy w Santosie FC. Z Santosem zdobył mistrzostwo Brazylii. Rok 2006 spędził w SC Internacional. Był to najbardziej udany rok w karierze Fabinho, gdyż zdobył Copa Libertadores 2006 oraz Klubowy Puchar Świata 2006, pokonując w finale Barcelonę.
Od 2007 do 2009 Fabinho grał we Fluminense FC. W 2007 roku zdobył z Fluminense Puchar Brazylii 2007. W roku 2008 dotarł z Fluminense do finału Copa Libertadores, w którym klub z Rio de Janeiro przegrał z ekwadorskim LDU Quito. Rok 2009 także zakończył sukcesem na arenie międzynarodowej w postaci finału Copa Sudamericana 2009, gdzie Fluminense podobnie jak rok wcześniej w Copa Libertadores uległ ekwadorskiemu LDU Quito.
W 2010 roku wobec nieznalezienia klubu, Fabinho zdecydował się zakończyć karierę. Ogółem w latach 1998–2009 w lidze brazylijskiej rozegrał 221 spotkań, w których strzelił 3 bramki.